# كارول ناي
كارول ناي (بالإنجليزية: Carroll Nye)‏ هو ممثل أمريكي، ولد في 4 أكتوبر 1901 بآكرون في الولايات المتحدة، وتوفي في 17 مارس 1974 بهوليوود في الولايات المتحدة بسبب قصور كلوي ونوبة قلبية.

## أعمال

### أفلام
- (1939) ذهب مع الريح[1][2]

## وصلات خارجية
- كارول ناي على موقع IMDb (الإنجليزية)
- كارول ناي على موقع أول موفي (الإنجليزية)
- كارول ناي على موقع قاعدة بيانات الأفلام السويدية (السويدية)
- كارول ناي على موقع قاعدة بيانات الفيلم (الإنجليزية)